# Mont Valérien

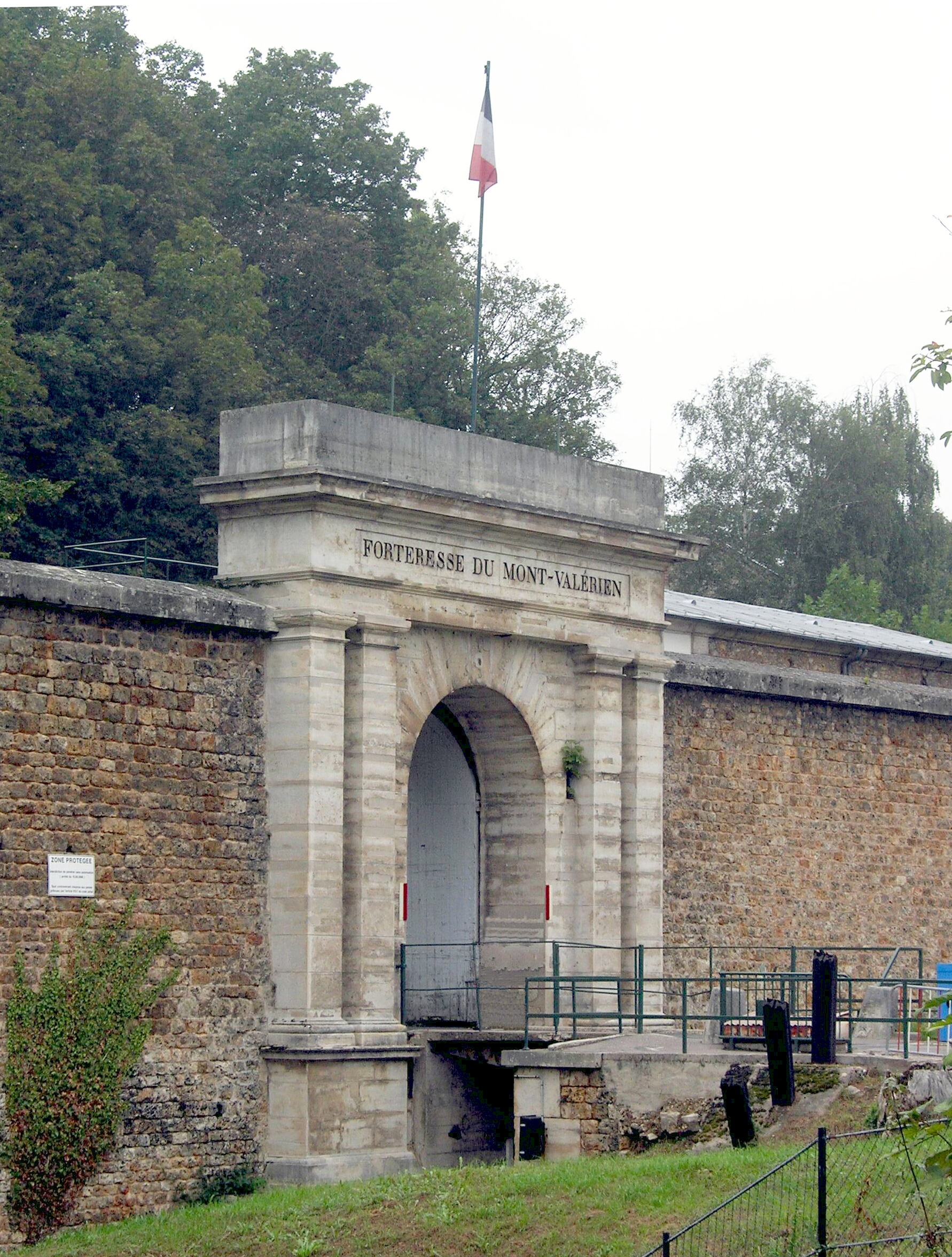
Eingangstor zur Festung

Der Mont Valérien, 12 Kilometer westlich der französischen Hauptstadt Paris gelegen, ist mit 162 Metern Höhe einer der höchsten Hügel in der Île-de-France. Dort befindet sich die im Rahmen der Thiersschen Stadtbefestigung in den Jahren 1840 bis 1846 angelegte Festungsanlage Forteresse du Mont-Valérien.

## Lage, Name und Geschichte
Der Hügel befindet sich im Süden der Presqu’île de Gennevilliers, einem von der Seine umschlossenen halbinselförmigen Landstrich. Er liegt überwiegend im Gebiet der Stadt Suresnes, zu kleineren Teilen auch in Nanterre und Rueil-Malmaison. Er ist rund 60 Meter höher als der umgebende Flusslauf.
Die Namensherkunft ist nicht eindeutig geklärt. Als wahrscheinlich gilt, dass er sich auf einen Eremiten namens Valerian bezieht, der in einem Text aus dem Jahr 1621 erwähnt ist. Als Mont Valerian ist der Hügel auf alten Karten verzeichnet, die Verschiebung zu Valérien könnte mit der Anlage eines Kalvarienbergs zusammenhängen.
Die Hänge unterhalb der im 17. Jahrhundert angelegten Wallfahrtsstätte waren mit Weinreben bepflanzt. Ab 1841 mussten die sakralen Bauten dem Bau des Forts weichen, das mit weiteren 15 Anlagen dieser Art der Verteidigung von Paris dienen sollte. Im Deutsch-Französischen Krieg war es 1870/71 ein wichtiger Stützpunkt der französischen Armee während der Belagerung von Paris. Von dort aus beschossen und zerstörten die Franzosen mit schweren Kanonen das von preußischen und bayerischen Truppen besetzte Schloss Saint-Cloud. Am 29. Januar 1871, einen Tag nach der Unterzeichnung des Waffenstillstandsvertrags, übernahmen die Deutschen das Fort. Nach deren Abzug wurde Paris während der Zeit der Pariser Kommune durch französisches Militär vom Fort aus innerhalb von 48 Tagen mit 78.000 Granaten bombardiert.

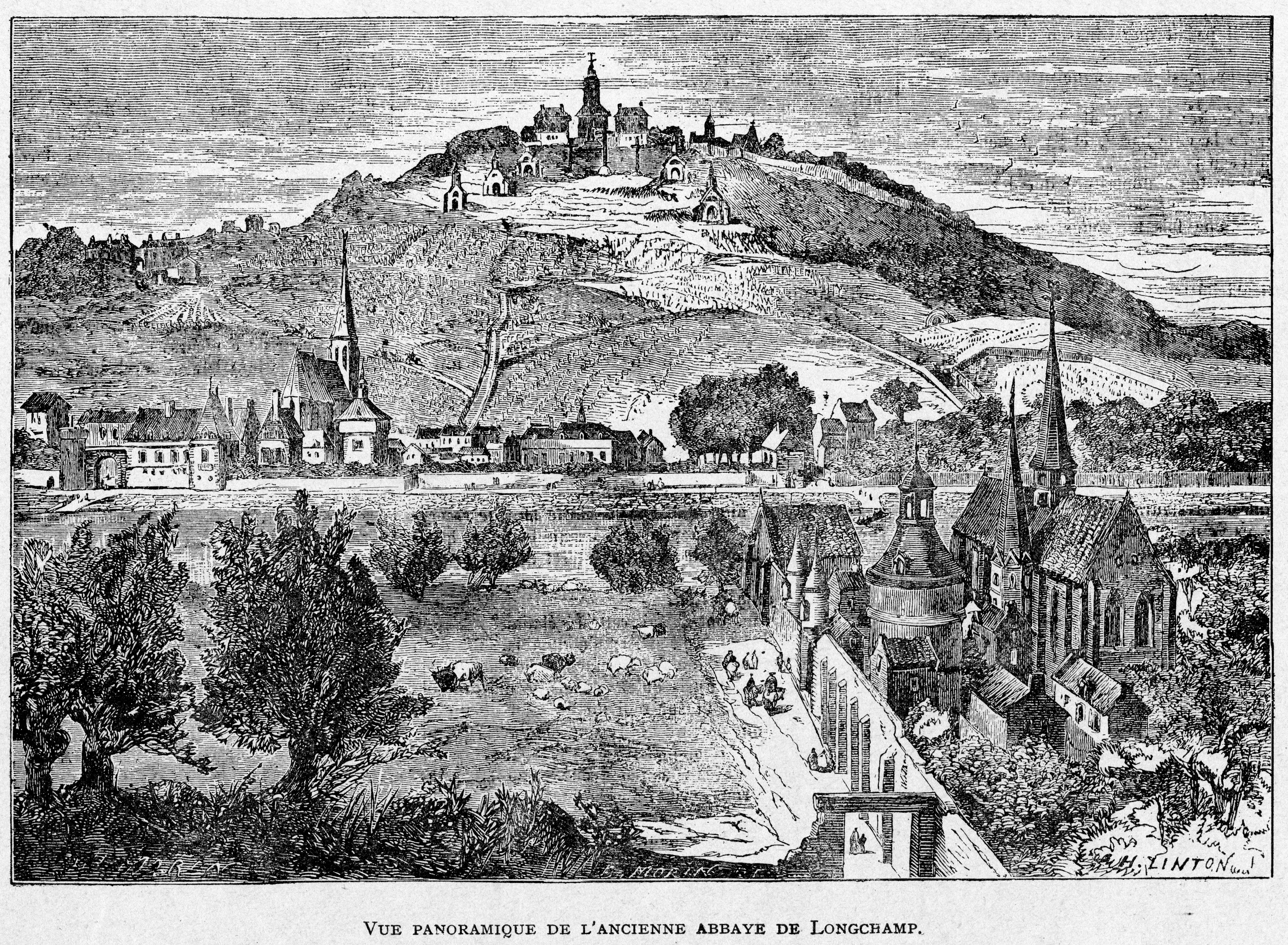
Der Mont Valérien als Kalvarienberg (um 1830)
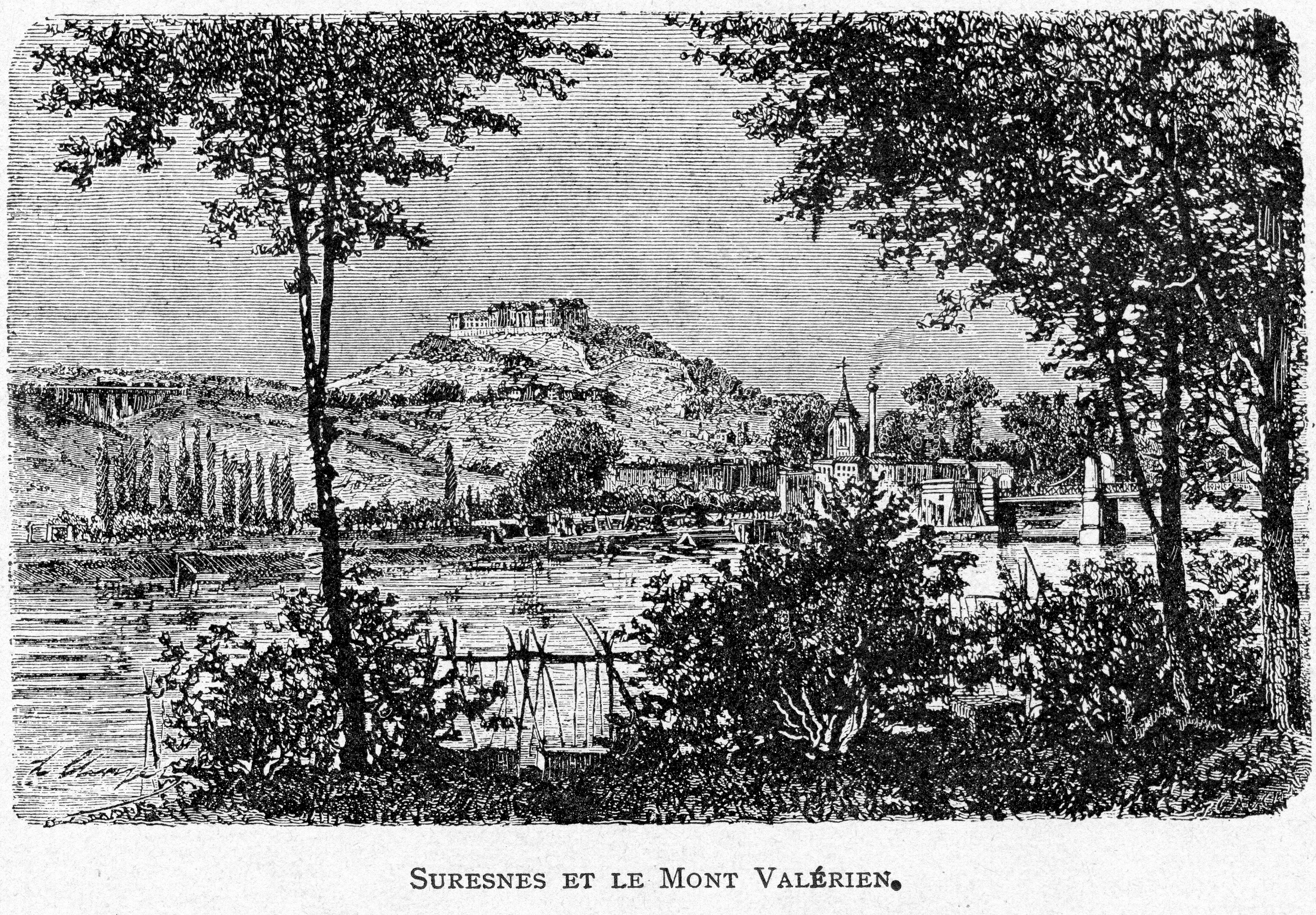
Suresnes und der Mont Valérien nach dem Bau der Festungsanlage
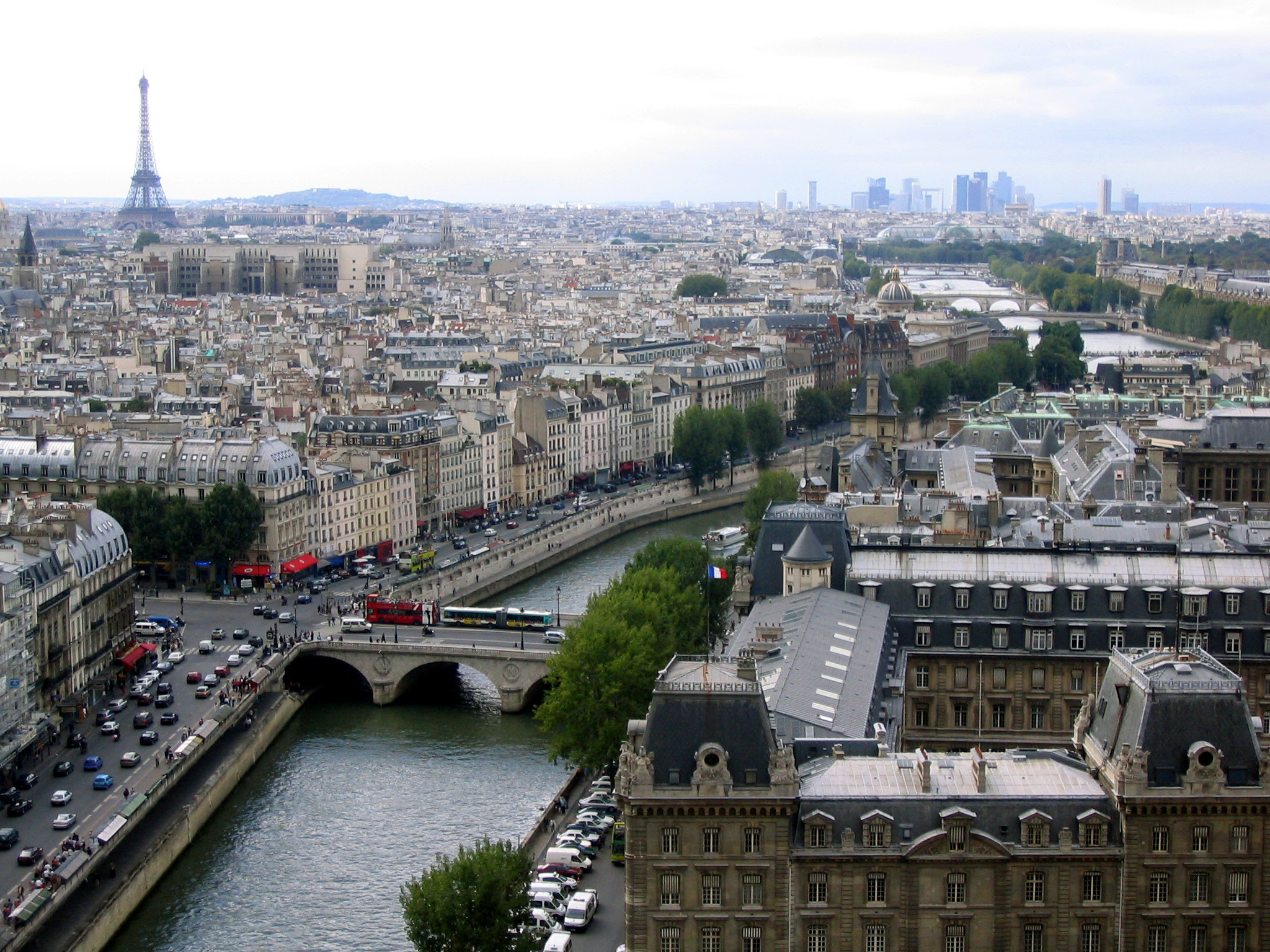
Der Mont Valérien am Horizont hinter Paris
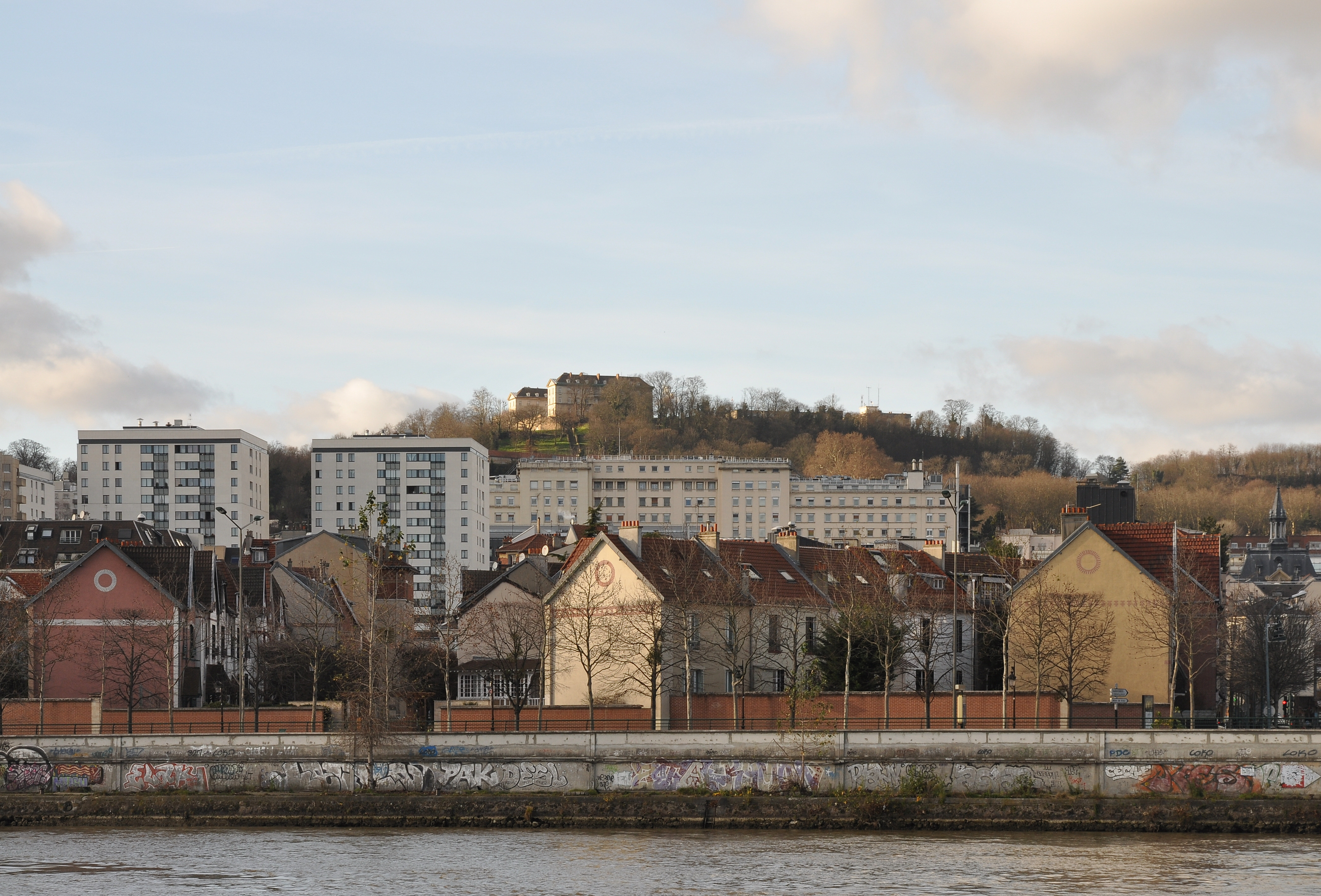
Der Mont Valérien über den Häusern von Suresnes

### Hinrichtungsstätte im Zweiten Weltkrieg
Im Zweiten Weltkrieg war die Forteresse du Mont-Valérien von 1941 bis 1944 Hinrichtungsstätte der deutschen Besatzungsmacht. Die Geiseln und (abgeurteilten) Widerstandskämpfer wurden vor der Hinrichtung in einer kleinen Kapelle eingesperrt, von welcher aus sie dann zum eigentlichen Hinrichtungsplatz innerhalb eines kleinen Talkessels geführt wurden.
Eine Datenbank umfasst bislang 1014 Opfer, die während des Krieges am Mont Valérien erschossen und auf unterschiedlichen Friedhöfen zumeist in Paris beigesetzt wurden. Die anfangs mit 4500 Hinrichtungen offiziell angegebene Zahl wurde später revidiert. Unter anderem wurden beispielsweise am Mont Valérien hingerichtet:
- Henri Honoré d’Estienne d’Orves (französischer Offizier und Widerstandskämpfer), 29. August 1941
- Gabriel Péri (Journalist und Politiker), 15. Dezember 1941
- Sieben Mitglieder der Groupe du musée de l’Homme, darunter Boris Vildé, 23. Februar 1942
- André Pican (Widerstandskämpfer), 23. Mai 1942
- Georges Politzer (Philosoph), 30. Mai 1942
- Jacques Decour (Schriftsteller), 30. Mai 1942
- Valentin Feldman (Philosoph), 27. Juli 1942
- Missak Manouchian und 22 weitere Mitglieder der sog. Affiche-rouge-Gruppe, 21. Februar 1944

### Gedenken

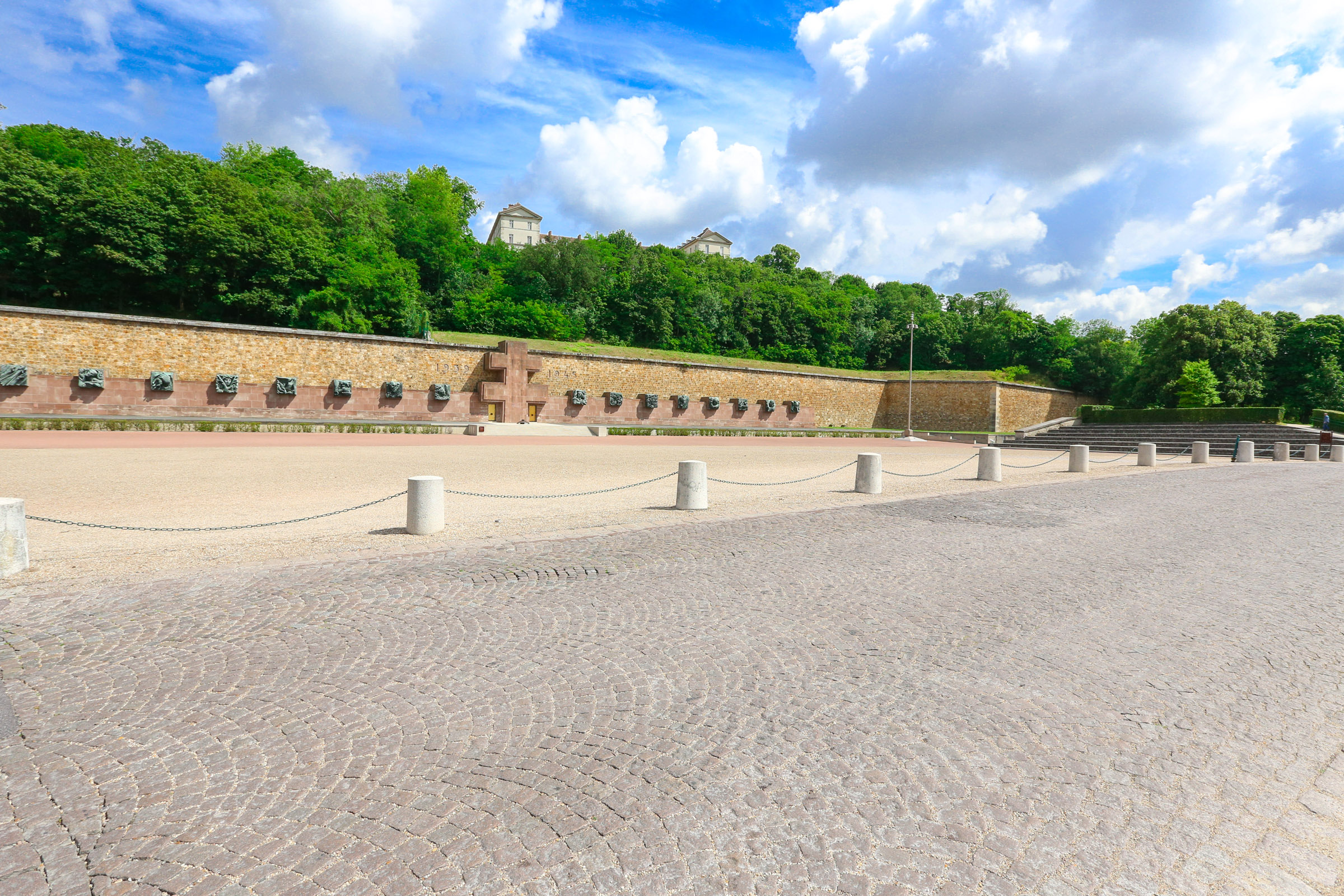
Mémorial de la France Combattante

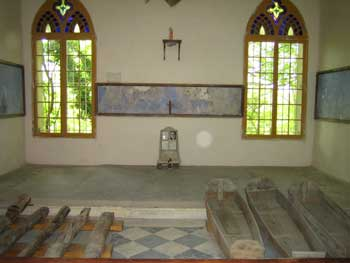
Die Kapelle – links liegen fünf Hinrichtungspfähle

Heute befindet sich am Mont Valérien neben einem US-amerikanischen Soldatenfriedhof (1541 Begrabene) das Mémorial de la France Combattante im Status einer französischen Nationalen Gedenkstätte, die am 18. Juni 1960 (dem Jahrestag des sog. Appells vom 18. Juni) durch den späteren Staatspräsidenten General Charles de Gaulle mit der Überführung der sterblichen Überreste von 16 Widerstandskämpfern eingeweiht wurde.
Der offen sichtbare Teil des Denkmals besteht aus einem großen Platz, an dessen Stirnseite sich eine 100 Meter breite Mauer aus Buntsandstein an die Außenmauer der Festung schmiegt. Links und rechts begrenzt von jeweils 8 quadratischen Bronzeplatten (Buttons), auf denen unterschiedliche Künstler verschiedene Thematiken von Krieg, Leid, Widerstand und Hoffnung darstellen, befinden sich ein 12 Meter hohes Lothringer Kreuz und zwei Türen, hinter denen sich eine kleine Ausstellungskammer befindet und ein Raum, in dem sich – entsprechend der Buttons – 16 Särge um eine Skulptur, die Flamme (des Widerstands), reihen. Zwischen Kreuz und Vorplatz brennt eine Ewige Flamme ähnlich jener am Arc de Triomphe, gebettet auf einer eisernen Flagge.
Die Kapelle unweit der eigentlichen Hinrichtungsstätte ist zugänglich, Wandkratzereien zeugen noch heute von den dort eingesperrten Menschen. Neben ihr liegt ein kleiner Ausstellungsraum mit Briefen u. a. der Hingerichteten, das eigentliche Denkmal ist eine vor der Kapelle aufgestellte Glocke mit den eingravierten Namen der Hingerichteten.
Der mit einem an eine Grabplatte erinnernden Gedenkstein bedachte Hinrichtungsort selbst, ein kleiner Talkessel etwa 100 Meter von der Kapelle entfernt, gilt als sakrosankt und darf von Besuchern – ausgenommen der Angehörigen der Hingerichteten – nicht betreten werden, wird allerdings von einem erhöhten Pfad umlaufen.
Der Weg, den die Gefangenen in Richtung ihrer Hinrichtung zu beschreiten hatten, trägt heute den Namen Parcours des fusillés (Weg der Erschossenen). Seit 1990 ist der Platz vor dem Mémorial nach dem Deutschen Abbé Franz Stock benannt. Er war der Seelsorger der Gefängnisse von Paris und der Hinrichtungsstätte auf dem Mont Valérien während der nationalsozialistischen Besatzungszeit, zahlreiche Hingerichtete werden in seinen Tagebüchern genannt.
Jährlich finden am 18. Juni Gedenkfeierlichkeiten statt, zu denen sich der amtierende Staatspräsident in das goldene Buch der Gedenkstätte einträgt, das gemeinsam mit den Stiftungsdokumenten de Gaulles im Fuße des Denkmals verwahrt wird.

## Liste der hingerichteten Widerstandskämpfer
Diese Aufstellung erhebt keinen Anspruch auf Vollständigkeit.
| Name                                                    | REF           | Gruppe, Bewegung, Netzwerk, Partei, Gewerkschaft           | Geburtsort                               | Geburtsjahr    | Sterbejahr | Sterbeort               | Beruf                                     | Sterbedatum |
| ------------------------------------------------------- | ------------- | ---------------------------------------------------------- | ---------------------------------------- | -------------- | ---------- | ----------------------- | ----------------------------------------- | ----------- |
| Albert Corentin Herve Abalain                           | [ 5 ] [ 6 ]   | FTPF                                                       | Quimerc'h                                | 1915           | 1943       | Mont-Valérien, Suresnes | Arbeiter                                  | 1943-09-17  |
| Henri Adam                                              | [ 7 ] [ 8 ]   | Adam-Bocq-Gruppe, Agent der Special Organization (OS), PCF | Saint-Nazaire                            | 1893           | 1942       | Mont-Valérien, Suresnes | Dreher                                    | 1942-02-16  |
| Jules Andrieu                                           | [ 9 ]         | Gruppe Musée de l’Homme                                    | Bruay-la-Buissiere oder Bruay-la-Artois  | 1896           | 1942       | Mont-Valérien, Suresnes | Schulleiter                               | 1942-02-23  |
| Leon Agid                                               | [ 10 ] [ 11 ] | FTPF, FFI                                                  | Wien                                     | 1919           | 1943       | Mont-Valérien, Suresnes | Elektriker                                | 1943-02-15  |
| Emile Celestin Agier (Check! Scharfschützentätigkeiten) | [ 12 ] [ 13 ] | CGT, PCF                                                   | Jonquières-Saint-Vincent                 | 1895           | 1943       | Mont-Valérien, Suresnes | Mechaniker                                | 1943-11-20  |
| Armand Albiero                                          | [ 14 ] [ 15 ] | FTPF                                                       | Valdaigno (Italien)                      | 1923           | 1943       | Mont-Valérien, Suresnes | Metzger, Fleischer, kfm. Angestellter     | 1943-08-23  |
| Robert Alcoulombre                                      | [ 16 ] [ 17 ] | Gaullist, RIF (FFI?), DIR                                  | Paris                                    | 1908           | 1942       | Mont-Valérien, Suresnes | Buchhalter, Controller                    | 1942-02-11  |
| Jean Leon Alézard                                       | [ 18 ] [ 19 ] | FFI, FTPF                                                  | Paris                                    | 1916           | 1944       | Mont-Valérien, Suresnes | Elektriker                                | 1944-04-11  |
| Celestino Alfonso                                       | [ 20 ] [ 21 ] | FTP-MOI, Spanienkämpfer, Gruppe Manouchian                 | Ituero de Azaba (Spanien)                | 1916           | 1944       | Mont-Valérien, Suresnes | Schreiner, Tischler, Zimmermann, Arbeiter | 1944-02-21  |
| Joseph Boczor                                           | [ 22 ] [ 23 ] | Gruppe Manouchian, FTP-MOI                                 | Felbosanga (Ungarn)                      | 1905           | 1944       | Mont-Valérien, Suresnes | Schreiner, Tischler                       | 1944-02-21  |
| Georges Cloarec                                         | [ 24 ] [ 25 ] | Gruppe Manouchian, FTP-MOI                                 | Saint-Lubin-des-Joncherets               | 1923           | 1944       | Mont-Valérien, Suresnes | Landarbeiter                              | 1944-02-21  |
| Rino Primo Della Negra                                  | [ 26 ] [ 27 ] | Gruppe Manouchian, FFI                                     | Vimy                                     | 1923           | 1944       | Mont-Valérien, Suresnes | Arbeiter                                  | 1944-02-21  |
| Thomas Elek                                             | [ 28 ] [ 29 ] | Gruppe Manouchian                                          | Budapest (Ungarn)                        | 1924           | 1944       | Mont-Valérien, Suresnes |                                           | 1944-02-21  |
| Maurice Fingercwajg                                     | [ 30 ] [ 31 ] | Gruppe Manouchian                                          | Warschau (Polen)                         | 1922           | 1944       | Mont-Valérien, Suresnes | Polsterer                                 | 1944-02-21  |
| Spartaco Mario Fontanot                                 | [ 32 ] [ 33 ] | Gruppe Manouchian, FTP-MOI                                 | Monfalcone (Italien)                     | 1922           | 1944       | Mont-Valérien, Suresnes | Dreher                                    | 1944-02-21  |
| Imre Emeric Glasz                                       | [ 34 ] [ 35 ] | Gruppe Manouchian, FTP-MOI                                 | Budapest (Ungarn)                        | 1902           | 1944       | Mont-Valérien, Suresnes | Monteur                                   | 1944-02-21  |
| Jonas Michaël Martyniuk (auch: Jonas Geduldig)          | [ 36 ] [ 37 ] | Gruppe Manouchian, FTP-MOI                                 | Wlodziwiez (Polen)                       | 1918           | 1944       | Mont-Valérien, Suresnes | Elektriker                                | 1944-02-21  |
| Léon Goldberg                                           | [ 38 ] [ 39 ] | Gruppe Manouchian, FTP-MOI, FFI                            | Lodz (Polen)                             | 1924           | 1944       | Mont-Valérien, Suresnes | Student                                   | 1944-02-21  |
| Szlama Grzywacz                                         | [ 40 ] [ 41 ] | Gruppe Manouchian, FTP-MOI, Spanienkämpfer                 | Dobre (Polen)                            | 1910           | 1944       | Mont-Valérien, Suresnes | Schuster, Arbeiter                        | 1944-02-21  |
| Stanislas Kubacki                                       | [ 42 ] [ 43 ] | Gruppe Manouchian, FTP-MOI, FFI                            | Siaszyce (Polen)                         | 1908           | 1944       | Mont-Valérien, Suresnes | Holzfäller, Arbeiter, Former              | 1944-02-21  |
| Arpen Lavitian                                          |               | Gruppe Manouchian                                          |                                          |                | 1944       | Mont-Valérien, Suresnes |                                           | 1944-02-21  |
| Cesare Luccarini (auch Cesare Lucarini)                 | [ 44 ] [ 45 ] | Gruppe Manouchian                                          | Castiglione-di-Pepoli                    | 1922           | 1944       | Mont-Valérien, Suresnes | Bauarbeiter, Zementarbeiter               | 1944-02-21  |
| Marcel Rayman (auch Marcel Rajman)                      | [ 46 ] [ 47 ] | Gruppe Manouchian, FTP-MOI                                 | Warschau (Polen)                         | 1923           | 1944       | Mont-Valérien, Suresnes | Stricker                                  | 1944-02-21  |
| Roger Rouxel                                            | [ 48 ] [ 49 ] | Gruppe Manouchian                                          | Paris                                    | 1925           | 1944       | Mont-Valérien, Suresnes | Metalldreher                              | 1944-02-21  |
| Antonio Salvadori (auch Antoine Salvadori)              | [ 50 ] [ 51 ] | Gruppe Manouchian, FTP-MOI,                                | San Gregorio (Italien)                   | 1920           | 1944       | Mont-Valérien, Suresnes | Bauarbeiter, Zementarbeiter, Taucher      | 1944-02-21  |
| Willy Schapiro (Auch W. Schapira, Chapiro, Szapiro)     | [ 52 ] [ 53 ] | Gruppe Manouchian                                          | Skala (Polen)                            | 1910           | 1944       | Mont-Valérien, Suresnes | Kürschner                                 | 1944-02-21  |
| Amadeo Usseglio-Polatera                                | [ 54 ] [ 55 ] | Gruppe Manouchian                                          | Giaveno (Italien)                        | 1911           | 1944       | Mont-Valérien, Suresnes | Baggerfahrer                              | 1944-02-21  |
| Wolf Wajsbrot                                           | [ 56 ] [ 57 ] | Gruppe Manouchian                                          | Krasnik (Polen)                          | 1905 oder 1925 | 1944       | Mont-Valérien, Suresnes | Mechaniker                                | 1944-02-21  |
| Robert Witchitz                                         | [ 58 ]        | Gruppe Manouchian, FTP-MOI                                 | Abscon                                   | 1924           | 1944       | Mont-Valérien, Suresnes | Telegraphist, Arbeiter                    | 1944-02-21  |
| Gilbert Timothy Aliemart                                | [ 59 ]        | FFI                                                        | Dechy                                    | 1924           | 1943       | Mont-Valérien, Suresnes | Dreher                                    | 1943-11-20  |
| Maurice Roger Ancelle                                   | [ 60 ]        | FFI                                                        | Paris                                    | 1908           | 1943       | Mont-Valérien, Suresnes |                                           | 1943-10-23  |
| Jacques Decour                                          | [ 61 ]        | L'Université Libre („Freie Universität“)                   | Paris                                    | 1910           | 1942       | Mont-Valérien, Suresnes | Schriftsteller, Lehrer, Autor, Übersetzer | 1942-05-30  |
| Joseph Epstein (auch J. Epsztejn, J. Andrei, J. Andrej) | [ 62 ]        | FTP-MOI, Spanienkämpfer, Gruppe Manouchian (?), CGT        | Zamość                                   | 1911           | 1944       | Mont-Valérien, Suresnes | Jurist                                    | 1944-04-11  |
| Henri Honoré d’Estienne d’Orves                         | [ 63 ]        | Reseau Nemrod                                              | Verrières-le-Buisson                     | 1901           | 1941       | Mont-Valérien, Suresnes | Offizier                                  | 1941-08-29  |
| Valentin Feldman                                        | [ 64 ]        |                                                            | Saint-Petersburg (Russland)              | 1909           | 1942       | Mont-Valérien, Suresnes | Philosoph                                 | 1942-07-27  |
| Georges Ithier                                          | [ 65 ]        | Gruppe Musée de l’Homme                                    | Bas Opisbo (Panama)                      | 1897           | 1942       | Mont-Valérien, Suresnes | Dolmetscher                               | 1942-02-23  |
| Anatole Lewitsky                                        | [ 66 ]        | Gruppe Musée de l’Homme                                    | Bogorodskoe (heute Krasnovo) in Russland | 1901           | 1942       | Mont-Valérien, Suresnes | Anthropologe                              | 1942-02-23  |
| Missak Manouchian                                       |               | Gruppe Manouchian                                          | Adıyaman                                 | 1906           | 1944       | Mont-Valérien, Suresnes | Lyriker, Journalist                       | 1944-02-21  |
| Léon Maurice Nordmann                                   | [ 67 ]        | Gruppe Musée de l’Homme                                    | Paris                                    | 1908           | 1942       | Mont-Valérien, Suresnes | Jurist                                    | 1942-02-23  |
| Gabriel Péri                                            |               |                                                            | Toulon                                   | 1902           | 1941       | Mont-Valérien, Suresnes | Journalist, Politiker                     | 1941-12-15  |
| Georges Politzer                                        |               | L'Université Libre („Freie Universität“)                   | Nagyvarad                                | 1903           | 1942       | Mont-Valérien, Suresnes | Philosoph                                 | 1942-05-30  |
| René Sénéchal                                           | [ 68 ]        | Gruppe Musée de l’Homme                                    | Ham-en-Artois (Pas-de-Calais)            | 1922           | 1942       | Mont-Valérien, Suresnes | Buchhalter                                | 1942-02-23  |
| Boris Vildé                                             | [ 69 ]        | Gruppe Musée de l’Homme                                    | Sankt-Petersburg (Russland)              | 1908           | 1942       | Mont-Valérien, Suresnes | Ethnologe                                 | 1942-02-23  |
| Pierre Walter                                           | [ 70 ]        | Gruppe Musée de l’Homme                                    | Montigny-lès-Metz (Mosel)                | 1906           | 1942       | Mont-Valérien, Suresnes | Photograph                                | 1942-02-23  |